# San Giovanni in Oleo

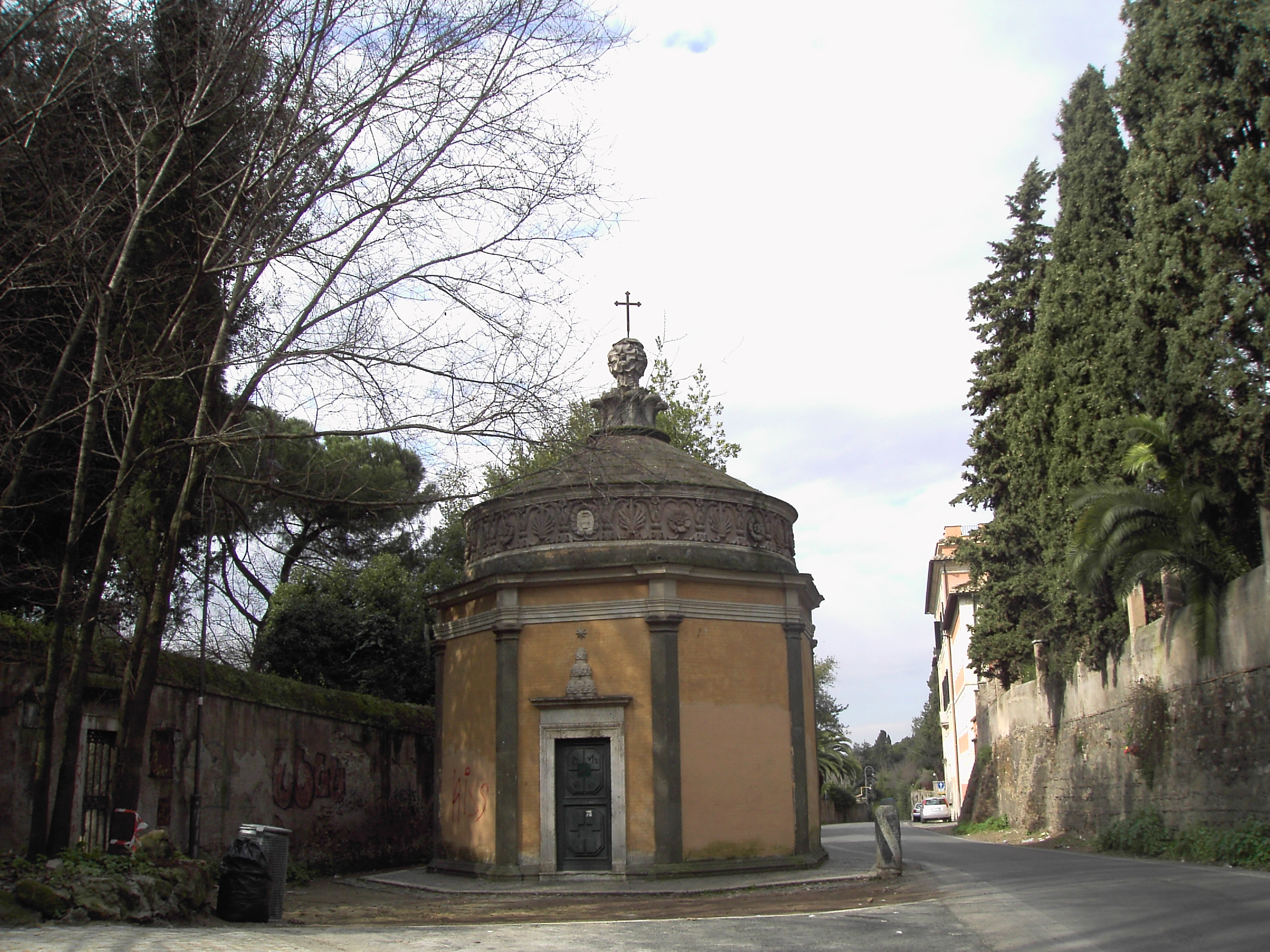
San Giovanni in Oleo

San Giovanni in Oleo ist ein Oratorium in Rom. Es stammt in seiner heutigen Form im Wesentlichen aus dem frühen 16. Jahrhundert und hat den „Charakter eines kostbaren Schmuckgehäuses“.

## Lage
Das Oratorium liegt im XIX. römischen Rione Celio an der Via di Porta Latina  etwa 25 Meter westlich der Porta Latina.

## Baugeschichte

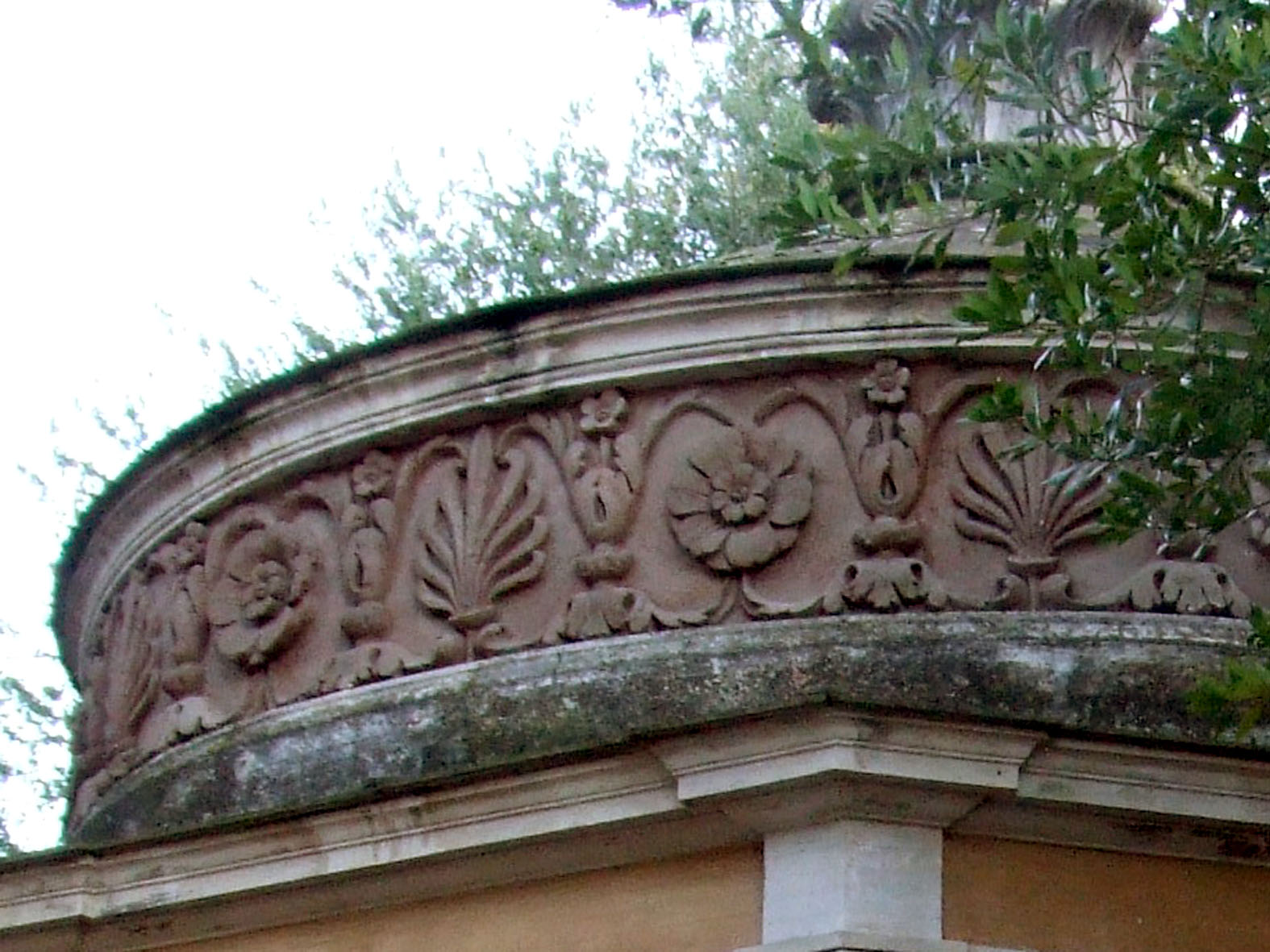
Detail der Palmettenkrone

Der Legende nach wurde der kleine Bau an der Stelle errichtet, an welcher der Apostel Johannes ein Martyrium in siedendem Öl erlitten und überlebt haben soll, daher auch die Namensgebung. Dieses soll sich in der Regierungszeit des Kaisers Domitian, also am Ende des 1. Jahrhunderts ereignet haben, allerdings stammen die ersten Berichte über dieses Ereignis erst aus dem frühen 3. Jahrhundert. Die Gegend, in der das Oratorium steht, war in der Antike mit Mausoleen bebaut. Es ist daher zu vermuten, dass auch der jetzige Bau auf einem antiken Vorgänger errichtet wurde. Benedikt Adam, ein französischer Prälat und Auditor an der Sacra Rota, ließ das Bauwerk im Jahre 1509 errichten. Es wird Donato Bramante zugeschrieben, was allerdings umstritten ist. Das Gebäude wurde 1658 im Auftrag Papst Alexanders VII. von Francesco Borromini restauriert und ergänzt; die letzte Restaurierung wurde 1716 vorgenommen.

## Grundstruktur

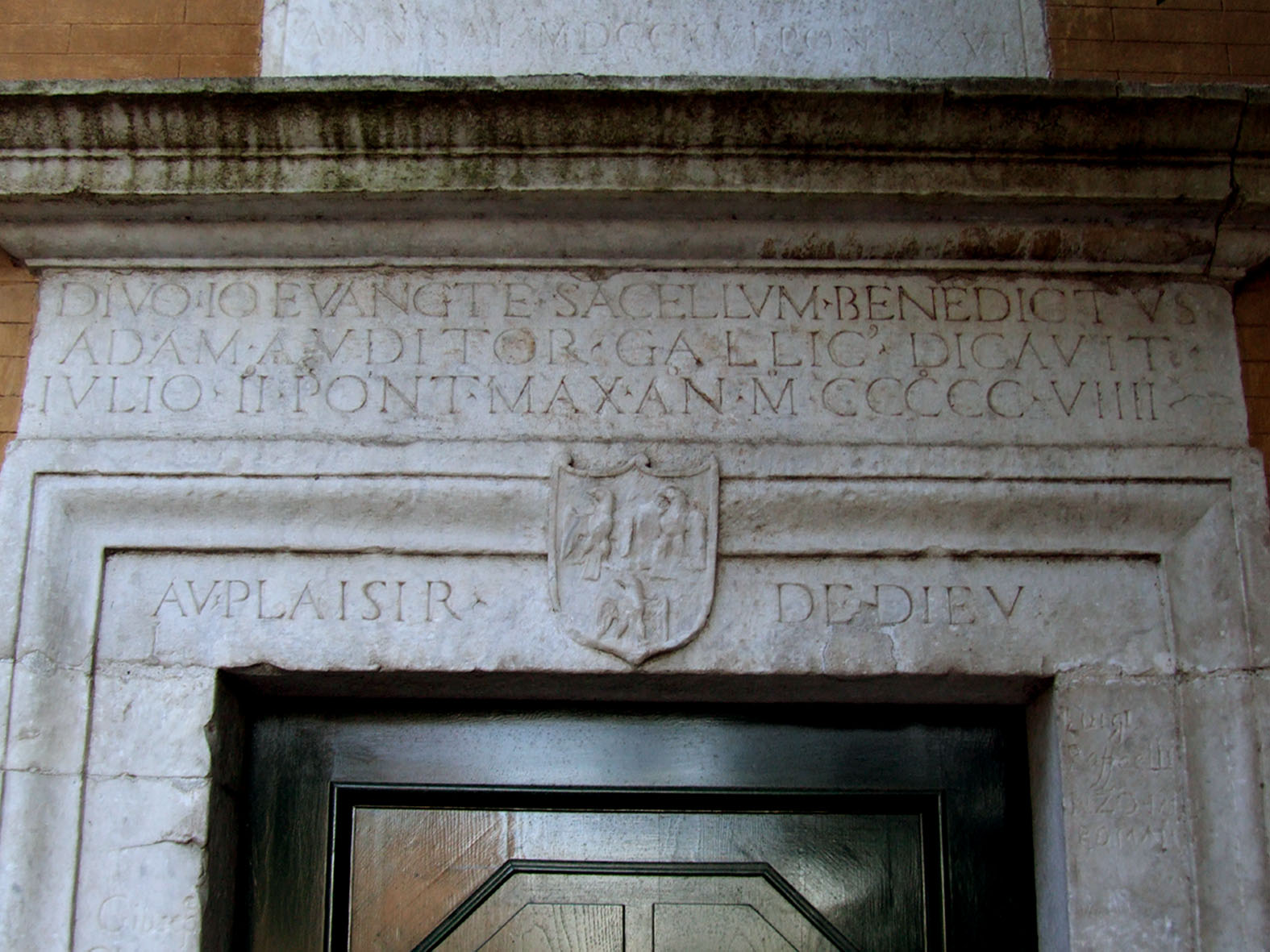
Inschrift des Stifters Benedikt Adam (Westportal)

Das Oratorium wurde als oktogonaler Zentralbau angelegt. Ursprünglich hatte der Bau keine Kuppel, sondern endete oberhalb des Gebälks, erst Borromini fügte 1658 das Dach in seiner heutigen Form hinzu.

## Äußeres

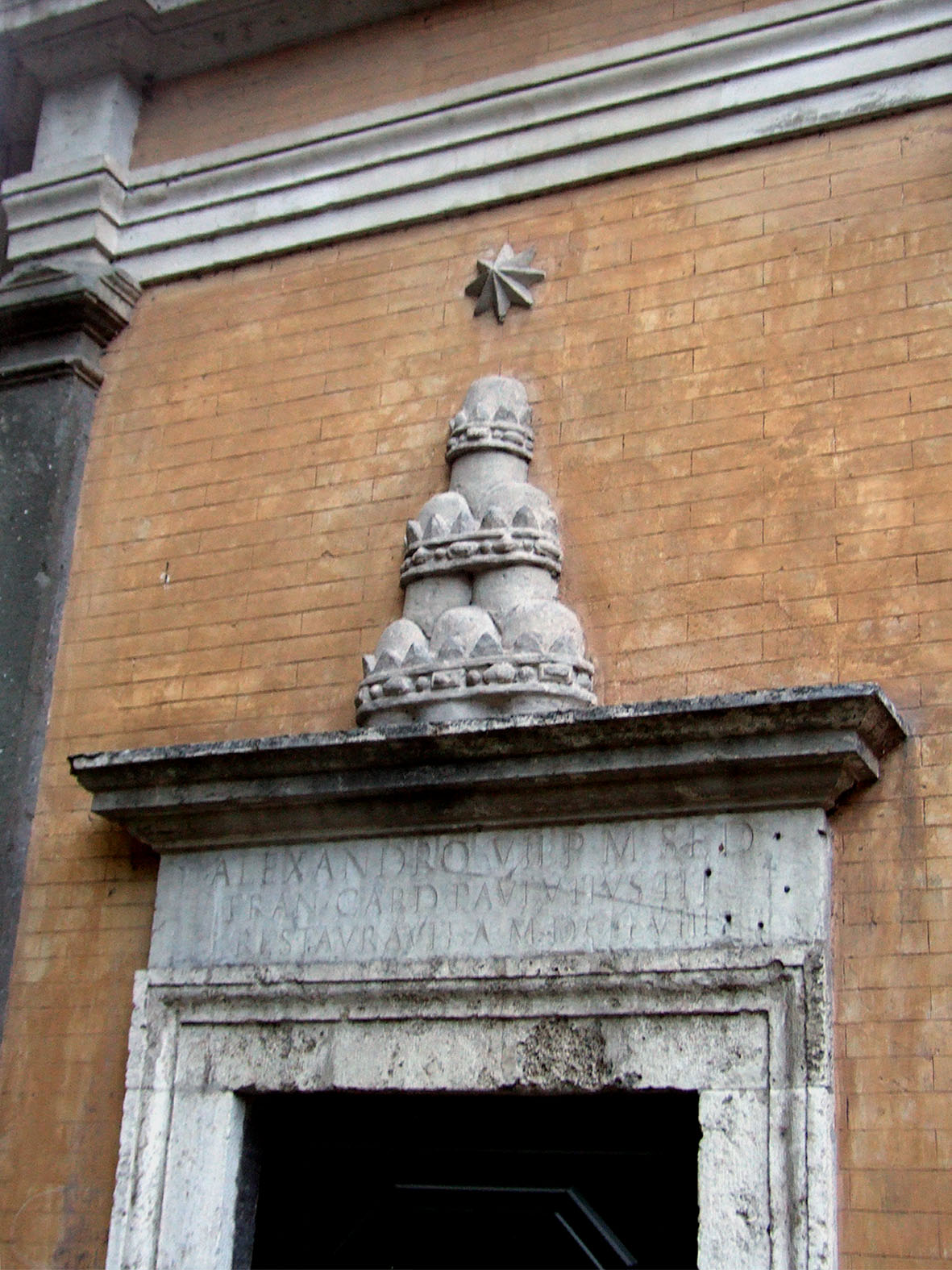
Heraldische Figuren des Wappens der Chigi über dem Ostportal

Die Flächen des Oktogons sind aus verputztem Ziegelmauerwerk erbaut und erheben sich über einem niedrigen Travertinsockel. Jeweils an den Kanten des Oktogons sind Knickpilaster mit einfachen Kapitellen errichtet. Oberhalb des Gesimses erhebt sich die flache Kuppel in Form eines „geböschten Steinkegels“. Den Fuß dieser Dachform bildet eine Palmettenkrone, verziert mit Akanthuskelchen, Rosetten und Palmetten. Bekrönt wird die Konstruktion in Form eines Knaufs aus Rosetten und einem darunterliegenden Band aus Akanthusblättern.

## Portale
Der Bau enthält in seiner äußeren Struktur bis auf die Portale keine sonstigen Verzierungen. Im Sturz des westlichen Portals ist die Inschrift des Stifters Benedikt Adam mit der Jahreszahl der Errichtung 1509 und dem Hinweis auf das Pontifikat Papst Julius II. zu dieser Zeit angebracht. Über dem Ostportal sind die heraldischen Symbole der Familie Chigi angebracht, im Sturz eine Inschrift, die auf den (Chigi-)Papst Alexander VII. als Auftraggeber der Restaurierung von 1658 hinweist.

## Inneres
Das Innere des Bauwerks wurde von Francesco Borromini gestaltet. Die Fresken wurden von Lazzaro Baldi ausgeführt. Das Gebäude ist normalerweise nicht zugänglich. Interessierte Besucher können sich an den Pförtner des Rosmini-Kollegiums (Collegio Missionario Antonio Rosmini) in der Via Porta Latina, 17 wenden.